# Ytri iodide
Ytri iodide là một hợp chất vô cơ, là muối của ytri và acid hydroiodic với công thức hóa học là YI3. Hợp chất này tồn tại dưới dạng các tinh thể không màu, hòa tan trong nước.

## Tổng hợp
Nung nóng ytri và iod trong môi trường trơ:
2Y + 3I2 → 2YI3
Nung nóng ytri(III) oxide với amoni iodide:
Y2O3 + 6NH4I → 2YI3 + 6NH3 + 3H2O
Nó cũng có thể thu được bằng cách phản ứng ytri(III) oxide hoặc ytri hydroxide với acid hydroiodic.

## Tính chất vật lý
Ytri iodide tồn tại dưới dạng các tinh thể không màu. Cấu trúc tinh thể thuộc kiểu cấu trúc BiI3.
Nó hòa tan tốt trong nước và etanol. Không tan trong diethyl ether.
Nó cũng xuất hiện dưới dạng tri- và hexahydrat.

## Các ứng dụng
Là tiền thân của vật liệu siêu dẫn YBCO trong quá trình chuẩn bị ở nhiệt độ thấp hơn.